# Emmelezoe
Emmelezoe is een geslacht van uitgestorven kreeftachtigen uit de klasse van de Malacostraca (hogere kreeftachtigen).

## Soorten
- Emmelezoe crassistriata Jones & Woodward, 1886 †
- Emmelezoe decora Clarke, 1901 †
- Emmelezoe maccoyiana Jones & Woodward, 1886 †